# Manfred Meinsen

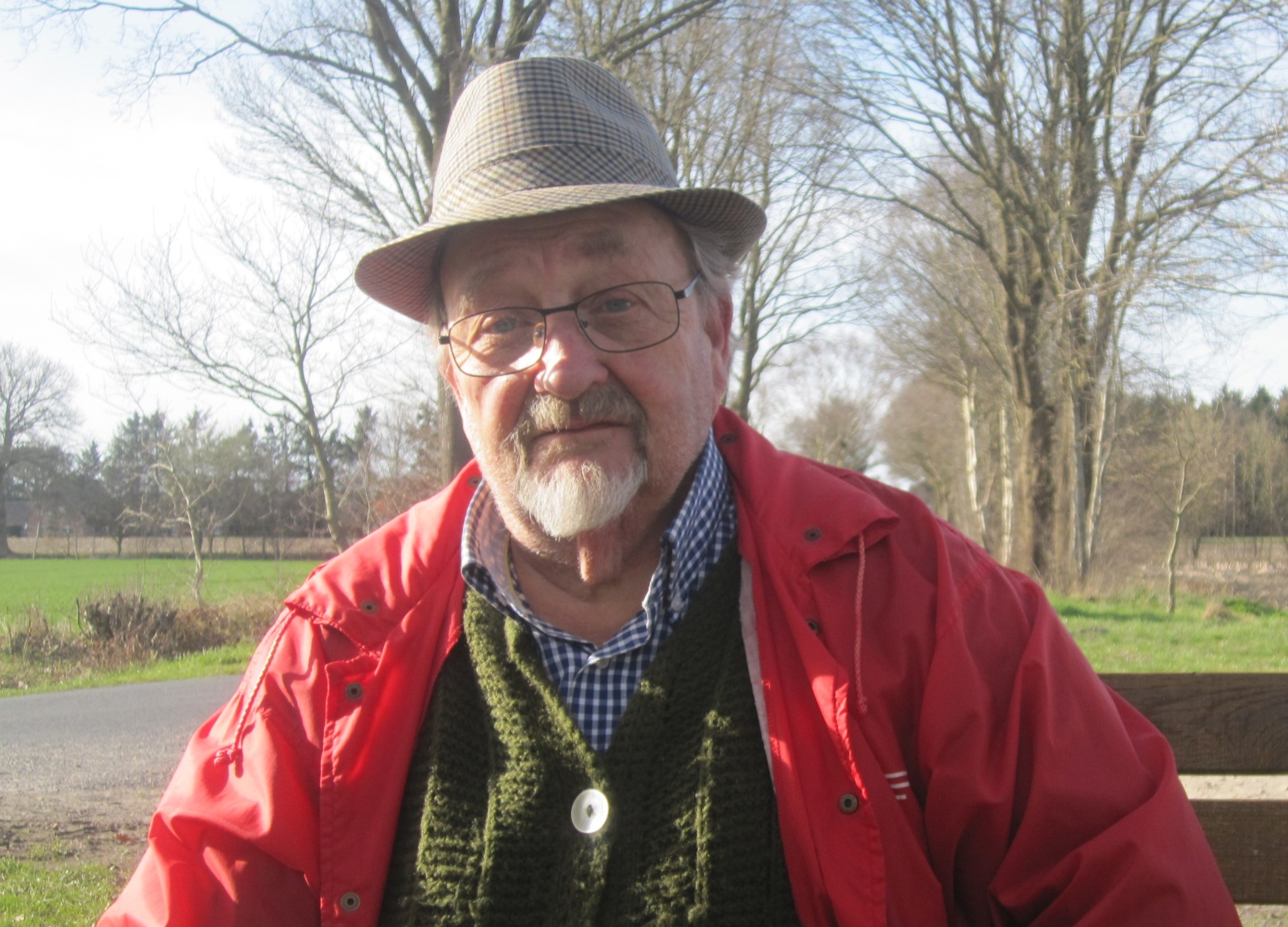
Manfred Meinsen (2018)

Manfred Meinsen (* 17. Juli 1938 in Gronau (Westf.); † 1. Februar 2025 in Oldenburg (Oldb)) war ein deutscher Politiker (Die Grünen). Er war von 1982 bis 1986 Mitglied des Niedersächsischen Landtages. Im Fokus seiner Arbeit stand dabei der Umwelt- und Naturschutz.

## Werdegang
Meinsen machte 1957 sein Abitur in Herford. Er arbeitete zunächst im Tiefbau und in einer Brauerei, bevor er in Münster ein Studium der Chemie begann, das er 1967 mit dem Diplom beendete. Anschließend übernahm er Tätigkeiten an der Universität und im Landwirtschaftlichen Untersuchungsamt.
Seit 1971 befand er sich im Schuldienst. Zunächst war er in Coesfeld beschäftigt. Nach einem Referendariat in Wilhelmshaven war er ab 1975 als Studienrat am Albertus-Magnus-Gymnasium in Friesoythe beschäftigt. In späteren Jahren war er auch am Gymnasium Bad Zwischenahn tätig.
Meinsen trat 1976 der SPD bei, aus der er nach Differenzen in der Atompolitik im Jahr 1977 austrat. Er war an der Gründung zweier Kreisverbände der Aktionsgemeinschaft Unabhängiger Deutscher (AUD) in Oldenburg und Cloppenburg beteiligt. Im Jahr 1978 trat er als Landtagskandidat der AUD in Cloppenburg an. Die AUD wurde 1980 zugunsten der Partei Die Grünen aufgelöst.
Meinsen war von 1981 bis 1982 Kreistagsabgeordneter im Landkreis Cloppenburg und war in der anschließenden zehnten Wahlperiode von 1982 bis 1986 Abgeordneter der Grünen im Landtag von Niedersachsen. Er war damit einer der ersten grünen Abgeordneten im Niedersächsischen Landtag und der erste Grünen-Vertreter in Hannover aus dem Landkreis Cloppenburg. Von 1984 bis 1985 war Meinsen Vorsitzender der Landtagsfraktion.
Auch im Friesoyther Stadtrat war Meinsen politisch aktiv. Er war zudem Mitglied und auch Mitbegründer mehrerer Umweltschutzorganisationen, wie der Bürgerinitiative Umweltschutz Cloppenburg und der Bürgerinitiative Emsland gegen Atomanlagen. Außerdem war er Beisitzer im Vorstand Niedersachsen des Weltbundes zum Schutz des Lebens. Manfred Meinsen leitete auch von 2008 bis 2015 die BUND-Kreisgruppe und war 2016 an der Wiedergründung der NABU-Ortsgruppe Friesoythe maßgeblich beteiligt.
Manfred Meinsen war verheiratet und hatte zwei Kinder.